# Ігнатій II (архімандрит Печерський)
Ігнатій II (д/н —після 1528) — український церковний діяч часів Великого князівства Литовського.

## Життєпис
Про походження відсутні відомості. Архімандритом Києво-Печерського монастиря стає близько 1514 року (після Протасія I). 1516 року відбулася нова реставрація Успенського собору. Перша письмова згадка про Ігнатія II міститься в актових матеріалах 19 квітня 1517 року.
1522 року, можливо за допомоги князя Костянтина Острозького, отримав королівського привілею від Сигізмунда I на відновлення общинножительства в монастирі, а також його незалежності від світської влади, зокрема, права подавання. Ченці отримали право обирати архимандрита за участі як «стáрців» монастиря (своєрідного капітулу), київських воєвод, київської знаті й шляхти. Також привілей містив королівське зобов'язання поставляти на архимандрію обраних таким чином кандидатів, замість віддавати цю посаду тому, хто заплатить більше. Крім того, Києво-Печерський монастир звільнявся від обов'язку обслуговувати посольські потреби, зокрема надавати підводи і коней.
Доклав зусиль для відновлення господарства монастиря. Втім 1524 року внаслідок інтриг частини ченців та київської шляхти був позбавлений архимандрії. Як значиться в королівській грамоті Ігнатій II нібито добровільно відступив своє місце Антонію. Втім за підтримки впливового князя Костянтина Острозького Ігнатій II повернув собі настоятельство вже у 1525 році. Втім протистояння тривало. Суперечка була винесена на королівський суд. Сигізмунд I 2 березня 1526 року видав грамоту про передачу архимандрії Антонію. Втім останній не зумів захопити монастир, оскільки напевне Ігнатій II користувався підтримкою більшості ченців та київської шляхти. Проте 20 липня 1528 року король видав більш широку грамоту на користь Антонія. Слідом за цим Ігнатій II втратив настоятельство. Його подальша доля невідома.